# Zonitis aspericeps
Zonitis aspericeps là một loài bọ cánh cứng trong họ Meloidae. Loài này được Blackburn miêu tả khoa học năm 1899.